# Hampton Hawes
Hampton Hawes (Los Angeles, 13 novembre 1928 – Los Angeles, 22 maggio 1977) è stato un pianista statunitense.
È stato uno dei più prestigiosi musicisti di colore fra quelli nati e formatisi artisticamente in California, e ha contribuito come solista o come sideman all'affermazione del West Coast Jazz.

## Biografia
Cresciuto in una famiglia di stretta osservanza religiosa, Hawes era figlio di un predicatore, e acquisì da piccolo familiarità con la musica guardando la madre che suonava il piano durante le funzioni religiose. Imparò da solo a suonare il pianoforte, e perciò si rammaricò sempre di non avere un'educazione classica e facilità di leggere la musica.
Dato il retroterra familiare, le sue prime influenze si possono fare risalire al gospel. Successivamente si accostò al boogie-woogie, che dominava la scena musicale americana nel periodo 1938-44, ispirandosi ai pianisti allora in voga – Nat King Cole, Fats Waller e Art Tatum – e in seguito subì l'influenza determinante del bebop di Bud Powell.
Nel 1944 Hawes abbandonò le scuole superiori per fare il suo esordio come professionista nel gruppo del sassofonista Big Jay McNeely. Più tardi, il suo sviluppo musicale si arricchì dell'esperienza di sideman con nomi prestigiosi quali Charlie Parker (che accompagnò per otto mesi nel gruppo di Howard McGhee), Wardell Gray e Dexter Gordon (coi quali nel 1947 esordì in sala di registrazione), Short Rogers, Billie Holiday e Art Pepper, che nel 1952 lo volle con sé nella formazione che si esibiva al Surf Club di Hollywood. Da queste collaborazioni il pianista ricavò occasioni di crescita artistica, ma contrasse anche l'abitudine all'assunzione di eroina, da cui divenne dipendente.
Dal 1952 al 1954 svolse il servizio militare in Giappone. Tornato in patria, sviluppò una tecnica pianistica accuratissima e uno stile che riprendeva la brillantezza e la precisione di Powell e di Parker, aggiungendovi in un secondo tempo sapori funky. Il suo senso del ritmo è stato spesso paragonato a quello del pianista contemporaneo Horace Silver, ma rispetto a quest'ultimo è sottolineata anche la maggiore ricercatezza e versatilità della mano destra di Hawes, tale da influenzare Oscar Peterson.
Nel 1955, Hawes si unì al bassista Red Mitchell e, con un'alternanza di batteristi, formò un trio che si esibì in una serie di concerti e che registrò degli album significativi, prima di essere incarcerato per droga alla fine degli anni cinquanta. Graziato dal presidente Kennedy nel 1963, Hawes riprese a suonare in un mondo musicale profondamente cambiato e che si rivelò per il pianista poco ospitale. Nel biennio 1967-8 organizzò un tour che lo portò sui palchi europei e giapponesi. Ritornò in Europa nel 1971 e in occasione del festival di Montreux di due anni dopo, mentre in patria viveva la parabola artistica discendente in una condizione di relativo isolamento fino alla morte, sopravvenuta nel 1977.

## Discografia
- 1951 - The East/West Controversy (Vantage Records, VLP 1)
- 1952-1956 - The Hampton Hawes Memorial Album (Xanadu Records, 161)
- 1952 - Piano:East/West (Prestige Records, PRLP 7067)
- 1955 - Hampton Hawes Trio, Vol. 1-The Trio (Contemporary Records, C 3505)
- 1955-1956 - This Is Hampton Hawes, Vol. 2-The Trio (Contemporary Records, C 3515)
- 1956-1958 - Bird Song (Original Jazz Classics Records, OJCCD 1035-2)
- 1956 - Everybody Likes Hampton Hawes, Vol. 3-The Trio (Contemporary records, C 3523)
- 1956 - All Night Session! Vol. 1 (Contemporary records, C 3545)
- 1956 - All Night Session! Vol. 2 (Contemporary Records, C 3546)
- 1956 - All Night Session! Vol. 3 (Contemporary Records, C 3547)
- 1957 - Curtis Fuller and Hampton Hawes with French Horns (Status Records, ST 8305)
- 1958 - Four! (Contemporary Records, C 3553)
- 1958 - For Real! (Contemporary Records, M 3589)
- 1958 - The Sermon (Contemporary Records, C 7653)
- 1964 - The Green Leaves of Summer (Contemporary Records, M 3614)
- 1965 - Here and Now (Contemporary Records, M 3616)
- 1966 - The Seance (Contemporary records, M 3621)
- 1966 - I'm All Smiles (Contemporary Records, M 3631)
- 1967 - Hamp's Piano (Saba/MPS Records, 15149)
- 1968 - Key for Two (BYG Records, 529.125) con Martial Solal
- 1968 - Piano Improvisation (Joker Records, UPS 2055 KR)
- 1968 - Pedro Iturralde Quartet Featuring Hampton Hawes (Fresh Sound Records, FSR 546)
- 1968 - Blues for Bud (Black Lion Records, TKCB-30073)
- 1968 - Spanish Steps (Black Lion Records, BL 122)
- 1968 - The Challenge (Victor Records, SMJ-7488)
- 1968 - Jam Session (Columbia Records, YS-10035)
- 1969 - Hampton Hawes Plays Movie Musicals (Vault Records, 9009)
- 1970 - Memory Lane Live (Jass Records, JAS 4005)
- 1970 - High in the Sky (Vault Records, 9010)
- 1971 - Hampton Hawes Trio in Montreux (Jass Records, JAS 4002)
- 1971 - Hampton Hawes Quartet (Music De Wolf Records, DWLP 3214)
- 1971 - This Guy's in Love with You (Freedom records, FLP 40128)
- 1971 - A Little Copenhagen Night Music (Freedom Records, FLP 41043)
- 1972 - Universe (Prestige Records, P 10046)
- 1973 - Blue for Walls (Prestige Records, P 10060)
- 1973 - Live at the Jazz Showcase in Chicago, Vol. I (Enja Records, 3099)
- 1973 - Live at the Jazz Showcase in Chicago, Vol. II (Enja Records, 6028)
- 1973 - Playin' in the Yard (Prestige Records, P 10077)
- 1974 - Northern Windows (Prestige Records, P 10088)
- 1974 - Northern Windows Plus (Prestige Records, PRCD 24278-2)
- 1975 - Live at the Great American Music Hall (Concord Jazz Records, CJ 222)
- 1976 - Something Special (Contemporary Records, CCD 14072-2)
- 1976 - Hampton Hawes at the Piano (Contemporary Records, S 7637)[4]

## Collaborazioni
con Dexter Gordon e Wardell Gray
- 1947 - Jazz Concert-West Coast (Savoy Records, MG 12012)

con Shorty Rogers
- 1951 - Modern Sounds (Capitol Records, 15764)
- 1953 - Shorty Rogers and His Giants (RCA Victor Records, LPM 3137)

con Wardell Gray
- 1952 - Wardell Gray Memorial, Vol. 2 (Prestige Records, PRLP 7009)
- 1952 - Live in Hollywood (Xanadu Records, 146)

con Art Pepper
- 1952 - The Early Show (Xanadu Records, 108)
- 1952 - The Late Show (Xanadu Records, 117)
- 1952 - Surf Ride (Savoy Records, MG 12089)
- 1975 - Living Legend (Contemporary Records, S 7633)

con Warne Marsh
- 1952 - Live in Hollywood (Xanadu Records, 151)

con Red Mitchell
- 1955 - Jam for Your Bread (Bethlehem records, BCP 38)

con Bill Perkins, Art Pepper e Richie Kamuca
- 1955 - Just Friends (Pacific Jazz Records, PJM-401)

con Charles Mingus
- 1957 - Mingus Three (Jubilee Records, JLP 1054)

con Jimmy Witherspoon
- 1958 - Singin' the Blues (World Pacific Records, WP-1267)

con Sonny Rollins
- 1958 - Sonny Rollins and the Contemporary Leaders (Contemporary Records, M 3564)

con Sonny Criss
- 1965 - The Sonny Criss Memorial Album (Xanadu records, 200)
- 1969 - I'll Catch the Sun (Prestige Records, PR 7628)

con Sonny Stitt
- 1972 - So Doggone Good (Prestige Records, P 10074)

con Dexter Gordon
- 1973 - Dexter Gordon Quartet (Up Front Records, UPF 188)
- 1973 - Blues a La Suisse (Prestige Records, P 10079)